# 比莱翁
比莱翁（法語：Buléon，法語發音：[byleɔ̃]）是法国莫尔比昂省的一个市镇，属于蓬蒂维区。

## 地理
比莱翁（47°56'6"N, 2°40'37"W）面积12.27 平方千米，位于法国布列塔尼大區莫尔比昂省，该省份为法国西北部沿海省份，位于布列塔尼半岛南部，北起阿摩尔滨海省、西接菲尼斯泰尔省，南濒大西洋，东南接大西洋卢瓦尔省，东临伊勒-维莱讷省。
与比莱翁接壤的市镇（或旧市镇、城区）包括：朗蒂亚克、盖贡、盖埃诺、比尼昂、圣阿卢埃斯特尔、拉德纳克。

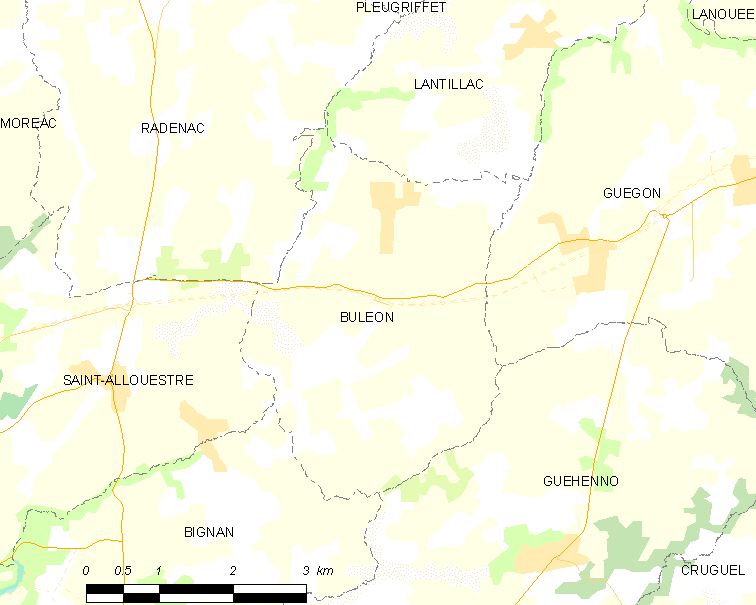
比莱翁的OSM定位图

比莱翁的时区为UTC+01:00、UTC+02:00（夏令时）。

## 行政
比莱翁的邮政编码为56420，INSEE市镇编码为56027。

## 政治
比莱翁所属的省级选区为莫雷阿克县。

## 人口

1962-2008年间比莱翁人口变化图示

比莱翁于2022年1月1日时的人口数量为546人。